# Japaraíba
Japaraíba é um município brasileiro do estado de Minas Gerais.